# Nelahozeves
Nelahozeves là một làng thuộc huyện Mělník, vùng Středočeský, Cộng hòa Séc.